# Stanislav Indruch
Stanislav Indruch (6. října 1899 – 2. února 1974) patřil mezi přední činovníky předválečného Sokola. Dvakrát ze zúčastnil jako člen družstva gymnastů olympijských her (1920 v Antverpách a 1924 v Paříži).
Brzy po okupaci se zapojil do protifašistického odboje. Za heydrichiády byl zatčen gestapem a vězněn v koncentračním táboře. Po návratu se s několika společníky pokusili obnovit provoz valašskomeziříčské tiskárny, avšak jejich plány jim překazilo znárodnění.